# Veyrières (Corrèze)
Veyrières è un comune francese di 61 abitanti situato nel dipartimento della Corrèze, nella regione della Nuova Aquitania.

## Società

### Evoluzione demografica
Abitanti censiti